# Vilarinho das Paranheiras
Vilarinho das Paranheiras – portugalska miejscowość, sołectwo gminy Chaves. 
Powierzchnia miejscowości to 4,55 km². W 2001 roku liczba ludności wynosiła 220.